# Batungasta
Batungasta o Watungasta es un complejo arqueológico ubicado en el departamento Tinogasta, provincia de Catamarca (Argentina). Es notorio por presentar una doble plaza Inca.

## Etimología
También llamada Guatungasta, Huatungasta, su denominación original parece haber sido Watungasta, nombre de una parcialidad de los diaguitas, en el idioma de estos (el cacán) gasta significa pueblo, y watun significaría grande, de este modo el nombre se traduce por Pueblo Grande; algunos sugieren pueblo de grandes hechiceros.

## Ubicación
Batungasta se encuentra en el sureste del departamento Tinogasta de la provincia argentina llamada Catamarca. Las coordenadas de las ruinas son: 27°52′29″S 67°41′30″O / -27.87472, -67.69167.  En yacimiento se encuentra a una altitud de 1480 m s. n. m.
Las localidades más cercanas son la capital departamental (Tinogasta) que se encuentra unos 30 kilómetros al sureste y con la cual se comunica mediante la RN 60; esa misma ruta también conecta las ruinas de Batungasta con la pequeña localidad de la Anillaco catamarqueña o "Anillaco Vieja" que se encuentra a sólo 6 kilómetros de las ruinas y en plena Ruta del Adobe.
Las ruinas se encuentran a orillas de la desembocadura del río La Troya en el río Abaucán, esto significa que Batungasta se encuentra en la entrada del valle y quebrada de La Troya y casi en el centro del Valle de Abaucán.
A ambas orillas del río La Troya se registraron doce conjuntos cerrados equiparables a kanchas, una construcción de grandes dimensiones tipo kallanka, dos grandes plazas centrales (haukaipatas o auhaipatas), un ushnu, cuatro grandes torreones de adobe, uno de ellos ubicado sobre una pequeña elevación y al que se accede por una escalinata de piedra, y un número no determinado de estructuras circulares parcialmente subterráneas asimilables a colcas. Todo el conjunto se encuentra prácticamente deteriorado en su totalidad. El mal estado de conservación del sitio obedece a distintos factores tales como la falta de disposiciones relativas a la preservación del patrimonio arqueológico; la acción de los elementos naturales, especialmente las crecidas del río La Troya; y los efectos de la acción humana, como la utilización de elementos en viviendas actuales, la construcción de una ruta, entre otros

## Reseña prehistórica e histórica
Batungasta surge hace más de 1000 años como asentamiento de poblaciones humanas agroalfareras correspondientes a las culturas de Sanagasta, Abaucán y Belén, aunque otras investigaciones sugieren que podrían corresponder a la etapa del período agroalfarero temprano. Las numerosas piezas cerámicas encontradas permiten establecer que el sitio fue ocupado por sociedades con formas de organización diversas, y fue además un centro de circulación e intercambio entre otros puntos de la región. 

La ubicación del poblado era una encrucijada entre el mesotérmico (o templado) valle de Chaschuil, el Valle de Abaucán, el elevado Bolsón de Fiambalá y, remontando el río de Fiambala, el acceso a la Puna de Atacama y el importante transcordillerano Paso de San Francisco. Contaba con recursos hídricos permanentes, disponibilidad de compustible y condiciones climáticas adecuadas, lo que permitió que, aprovechando la calidad arcillosa de gran parte de sus suelos, los habitantes watungastas establecieran un importante alfar (centro de fabricación masiva de alfarería). Por esta razón el sitio también es conocido como el "Alfar de La Troya".
Las piezas eran exportadas hacia las zonas circundantes, estableciéndose un circuito comercial de importancia.
Gran parte de las construcciones prístinas fue realizada con adobes directamente cimentados bajo el suelo, sin requerir otra mampostería auxiliar, esto merced a la sequedad del territorio.
Esto persistió y al parecer se reforzó durante la cultura Santa María o "diaguita" clásica, e incluso tras caer bajo el control quechua y la anexión al Tahuantinsuyu hacia el 1480. El dominio quechua significó sin embargo una reorganización de la circulación de los bienes (gran parte de ellos eran enajenados y concentrados en territorios quechuas del Perú) e incluso de la planta urbana: como en el Cusco, la planta urbana se reestructuró en secciones cuadradas centradas en dos plazas, una curiosidad es que aún los incas mantuvieron en este sitio el antiquísimo (preincáico) método de construcción con adobes.

En 1536, con Diego de Almagro llegan los primeros españoles lo cual significó el cese del imperio quechua, ahora suplantado por el hispano. Pero, si los quechuas, debido al tipo de sus producciones agrícolas y pecuarias afines a las "diaguitas" habían, tras vencer cruentamente la resistencia "diaguita", logrado un statu quo, la llegada de los europeos (españoles) con requisitos e imposiciones totalmente nuevos en cuanto a la producción provocó la rebelión de los diaguitas, la cual no finalizó sino hacia 1650, durante la prolongada Guerra Calchaquí la población de Watungasta se vio arruinada y gran parte de sus habitantes reducidos a regímenes de encomienda en zonas dispersas del valle de Abaucán.